# Epoch Game Pocket Computer
O Epoch Game Pocket Computer (em japonês: ゲームポケコン Hepburn: Gēmupokekon) é um console portátil lançado pela Epoch no Japão em 1984. O console contém uma tela monocromática de LCD de 75 x 64 pixels, utiliza 4 pilhas AA, com 4 botões de face e direcional digital. No total, foram lançados sete jogos para o console, sendo dois deles inclusos na memória (Puzzle Game e Graphics function) e outros cinco vendidos separadamente (Astro Bomber, Block Maze, Pocket Computer Mahjong, Pocket Computer Reversi, Sokoban).